# USS California (ACR-6)
Pour les autres navires du même nom, voir USS California.
 (avril 2024).
Si vous disposez d'ouvrages ou d'articles de référence ou si vous connaissez des sites web de qualité traitant du thème abordé ici, merci de compléter l'article en donnant les références utiles à sa vérifiabilité et en les liant à la section « Notes et références ».
L’USS California (ACR-6) est un croiseur cuirassé de classe Pennsylvania de l'United States Navy. Il prend le nom de San Diego (CA-6) le 1er septembre 1914.

## Histoire

### USSCalifornia
Rejoignant la 2e division de l'United States Pacific Fleet, le California participe à la revue navale à San Francisco en mai 1908 pour le secrétaire de la Marine Victor H. Metcalf. Outre une croisière à Hawaï et aux Samoa à l'automne 1909, le croiseur opère le long de la côte ouest, perfectionnant sa préparation grâce à des exercices d'entraînement et des exercices, jusqu'en décembre 1911, date à laquelle il navigue pour Honolulu, et en mars 1912 continue vers l'ouest pour le service sur l'Asiatic Squadron. Après ce service représentant la puissance et le prestige américains en Extrême-Orient, il rentre en août 1912 et reçoit l'ordre de se rendre à Corinto, au Nicaragua, lors de troubles politiques internes. Il protège les citoyens et les biens américains, puis reprend ses opérations le long de la côte ouest ; il navigue au large de la Californie et a un œil vigilant sur le Mexique, qui souffre également de troubles politiques. Pendant son séjour au Mexique, il est impliqué dans un incident international au cours duquel deux membres de son équipage sont tués par balle.

### USSSan Diego
Le California est rebaptisé San Diego le 1er septembre 1914, afin de libérer son nom d'origine pour le cuirassé de classe Tennessee. Il sert de vaisseau amiral du commandant en chef de l'United States Pacific Fleet, par intermittence jusqu'à ce qu'une explosion de chaudière l'envoie au Mare Island Naval Shipyard en commission réduite jusqu'à l'été 1915. L'explosion de la chaudière se produit en janvier 1915, les actions de l'enseigne Robert Webster Cary et du pompier de deuxième classe Telesforo Trinidad lors de l'événement leur valent la médaille d'honneur. Le San Diego, après avoir passé du temps à Guaymas, continue la réparation à Mare Island. Par la suite, il sert d'attraction populaire lors de la Panama–California Exposition. Le San Diego reprend ses fonctions de vaisseau amiral jusqu'au 12 février 1917, où il passe au statut de réserve jusqu'à l'entrée des États-Unis dans la Première Guerre mondiale.
Mis en pleine commission le 7 avril, le croiseur est vaisseau amiral du commandant de la force de patrouille de la Pacific Fleet jusqu'au 18 juillet, quand il reçoit l'ordre de rejoindre l'Atlantic Fleet. Atteignant Hampton Roads, le 4 août, il rejoint la 2e division et porte plus tard le drapeau du commandant de la Cruiser Force, Atlantic, jusqu'au 19 septembre.
La mission essentielle du San Diego est l'escorte des convois pendant la première étape dangereuse de leur passage vers l'Europe. Basé à Tompkinsville et à Halifax, il opère dans l'Atlantique Nord, en escorte des convois.
Tôt le 18 juillet 1918, le San Diego quitte le Portsmouth Naval Shipyard à destination de New York où il doit rencontrer et escorter un convoi à destination de la France. Son capitaine, Harley H. Christy, ordonne un parcours en zigzag à une vitesse de 15 nœuds (28 km/h). La visibilité est signalée comme étant de 6 milles (10 km) à 8 milles (13 km). Dans son rapport à une commission d'enquête sur la perte du croiseur, Christy déclare que toutes les vigies, gardes d'armes et équipes de contrôle de tir étaient à leurs postes désignés et en état d'alerte, et que tous les ordres nécessaires pour sauvegarder l'intégrité étanche du navire dans des eaux dangereuses avaient été données et étaient en cours d'exécution.
À 11 h 5 le lendemain, le 19 juillet, le San Diego navigue au nord-est du bateau-phare de Fire Island lorsqu'une explosion se produit sur le côté bâbord du croiseur, à côté de la salle des machines bâbord et bien en dessous de la ligne de flottaison. La cloison sur le lieu de l'explosion est déformée de sorte que la porte étanche entre la salle des machines et la salle de combustion n°8 ne peut pas être fermée, les deux compartiments sont immédiatement inondés. Le capitaine Christy suppose que le navire avait été torpillé et sonne immédiatement les quartiers de défense sous-marins et ordonne à tous les canons d'ouvrir le feu sur tout ce qui ressemble à un périscope. Il demande d'avancer à pleine vitesse sur les deux moteurs et sur le gouvernail de direction droit, mais on lui dit que les deux moteurs sont hors service et que les compartiments des machines furent rapidement inondés. Le navire prend une gîte de 9°, l'eau commence à affluer par l'un des ports de canon de 6 pouces, inondant le pont des canons. À mesure que l'eau se déverse dans le pont du canon, elle pénètre également dans les soutes à charbon et les conduits d'air, augmentant encore la gîte.
Informé que la radio du navire ne fonctionne pas, Christy envoie l'officier d'artillerie sur le continent avec un équipage de bateau pour appeler des navires de sauvetage.
Environ 10 minutes après l'explosion, le croiseur commence à couler. Des ordres sont donnés pour descendre les radeaux de sauvetage et les bateaux. Le capitaine Christy attend de donner l'ordre d'abandonner le navire jusqu'à ce qu'il soit certain que le San Diego chavirera, l'équipage abandonne le navire de manière disciplinée et ordonnée. Christy est sauvé par un membre d'équipage, Ferdinando Pocaroba. Il coule en 28 minutes, faisant six morts. Le San Diego le seul grand navire de guerre perdu par les États-Unis après leur implication dans la Première Guerre mondiale. Deux hommes sont tués sur le coup lorsque l'explosion se produit, un membre d'équipage qui remplissait de mazout l'arbre d'hélice bâbord disparaît, un homme est tué par l'une des cheminées qui s'est détachée lors du chavirage du navire, un autre est tué lorsqu'un radeau de sauvetage lui tombe sur la tête, et le sixième est piégé dans le nid-de-pie et se noie.
Pendant ce temps, l'officier d'artillerie atteint le rivage à Point O' Woods (New York), après un voyage de deux heures. Des navires sont immédiatement envoyés sur les lieux.
Le Département de la Marine des États-Unis est informé qu'un sous-marin allemand poseur de mines opérait au large de la côte est des États-Unis et l'US Naval Air Service fut mis en alerte. Les avions de la First Yale Unit, basée à Bay Shore (New York), attaquent ce qu'ils pensent être un sous-marin submergé gisant sur le fond marin à environ 100 pieds (30 m) et larguent plusieurs bombes ; il s'avère que c'était le San Diego.
Le capitaine Christy est d'avis, à la suite du naufrage, que le San Diego avait été coulé par une torpille. Cependant, il n'y avait aucune preuve de la présence d'un sous-marin dans la zone à ce moment-là, et aucun sillage de torpille ne fut vu par les vigies. Bien qu'il ait été signalé que cinq ou six mines avaient été découvertes dans la région, l'idée qu'il ait heurté une mine est également considérée comme peu probable, car on pense qu'une mine aurait été plus susceptible d'exploser à la proue ou à l'avant du navire. Il est rapporté par la suite que des officiers marchands expérimentés pensaient qu'une mine en était la cause probable, en raison de la violence de l'explosion et de la rapidité avec laquelle le navire coule. En août 1918, la cour d'enquête navale chargée d'enquêter sur la perte du croiseur conclut que le San Diego avait été coulé par une mine, mentionnant que six mines de contact avaient été localisées par les forces navales à proximité de l'endroit où il avait coulé.
En 1999, une théorie est avancée selon laquelle un espion allemand Kurt Jahnke avait placé des explosifs à bord, provoquant le naufrage. Cette affirmation est contestée par le Centre historique naval.
En juillet 2018, USNI News réitère que la cause du naufrage du San Diego est encore inconnue. Cependant, le sous-marin allemand U-156 avait déjà posé un certain nombre de mines le long de la côte sud de Long Island, le naufrage du San Diego lui fut attribué. Les archives navales récupérées en Allemagne après la guerre montrent que l'U-156 opérait au large des côtes de New York, posant des mines.

## Épave
L'épave se trouve actuellement à 100 pieds (30 m) de profondeur, avec les parties les plus hautes à seulement 60 pieds (18 m) sous la surface, ce qui en fait l'une des épaves les plus populaires aux États-Unis pour la plongée sous-marine. Malheureusement, l'épave repose à l'envers et se délabre. Au fil des années, plus de plongeurs sont morts dans l'épave que le nombre d'équipages tués dans son naufrage, mais cela ne diminue pas sa popularité. Surnommé "Lobster Hotel" en raison de l’abondance de homards qui y vivent, il abrite également de nombreuses espèces de poissons.
L'épave est inscrite au Registre national des lieux historiques.